# Fairytale (film)
Pour les articles homonymes, voir Fairytale.
Pour plus de détails, voir Fiche technique et Distribution.
Fairytale est un film expérimental belgo-russe réalisé par Alexandre Sokourov et présenté en 2022 à la 75e édition du Festival du film de Locarno.
Le film relate des conversations dans le purgatoire entre Adolf Hitler, Benito Mussolini, Joseph Staline, et Winston Churchill, par le biais de l'utilisation d'images d'archives. L'œuvre représente également Jésus et Napoléon.

## Synopsis
Staline, Hitler, Churchill et Mussolini errent dans le purgatoire, attendant une hypothétique ouverture de la porte du paradis. Apparaissant en plusieurs versions d'eux-mêmes, parfois conscients de leur mort, parfois ressassant leurs projets de conquêtes et de grandeur, ils échangent entre eux des invectives. Les trois dictateurs paradent devant leur peuple, représenté comme des flots tourmentés de figures indistinctes. Churchill voit s'ouvrir, pour lui seul, les portes du Paradis.

## Fiche technique
Sauf indication contraire, les informations mentionnées dans cette section peuvent être confirmées par la base de données cinématographiques IMDb,  présente dans la section « Liens externes ».
- Titre original : Skazka
- Titre français : Fairytale
- Réalisation et scénario : Alexandre Sokourov
- Musique : Murat Kabardokov
- Son : Aleksandr Vanyukov
- Production : Nicolaï Yankin
  - Production exécutive : Natalya Smagina
- Société de production : Example of Intonations
- Société de distribution : Les Films de l'Atalante
- Pays de production :  Belgique,  Russie| Médias externes |                                      |
| Images          |                                      |
|                 | Affiche du film sur le site Allociné |
| Vidéos          |                                      |
|                 | Bande-annonce du film, vostfr        |
- Langue originale : multilingue
- Format : couleur / noir et blanc — 1,33:1
- Genre : cinéma expérimental
- Durée : 78 minutes
- Dates de sortie :
  - Suisse : 6 août 2022 (première au Festival du film de Locarno)
  - Russie : 23 septembre 2022 (sortie nationale)
  - France : 10 mai 2023 (sortie nationale)

## Distribution
Sauf indication contraire, les informations mentionnées dans cette section peuvent être confirmées par les bases de données cinématographiques IMDb et Allociné,  présentes dans la section « Liens externes ».
- Igor Gromov : Force Suprême
- Vakhtang Kuchava : Staline
- Lothar Deeg/Tim Ettelt : Adolf Hitler
- Fabio Mastrangelo : Benito Mussolini
- Alexander Sagabashi/Michael Gibson : Winston Churchill
- Pascal Slivansky : Napoléon Bonaparte

Le film est réalisé à partir d'images d'archives et de la technologie du deepfake, consistant à créer à l'aide de l'intelligence artificielle une image ou une vidéo d'êtres humains à partir d'autres images et vidéos préexistantes.

## Accueil

### Accueil critique

#### À l'internationale
Neil Young de Screen Daily écrit, « bien que Fairytale met à rude épreuve la patience indulgente du spectateur malgré sa durée relativement courte de 78 minutes, se laisser abandonner à son curieux flux onirique peut finalement s'avérer une expérience plus agréable que le purgatoire. ».
Guy Lodge du magazine Variety écrit que « même avec une durée d'un peu moins 80 minutes, Fairytale semble trop souvent courir (ou plutôt dériver) sur place » mais que « pour ce qui est des visions du purgatoire, elles sont étrangement belles ».
David Jenkins du magazine Little White Lies écrit, « les interactions innovantes et l'absence presque lyrique de direction des dialogues permet de largement maintenir l'attention, en grande partie par le biais de la fraîcheur et de l'innovation des visuels. ».
Nicholas Bell de I On Cinéma décrit ce film comme « une réflexion subversive sur le passé ainsi qu'un provocation hypnotique », lui attribuant la note de trois étoiles et demie sur cinq.
Leonardo Goi de The Film Stage écrit, « aussi lysergique et créativement fertile que son installation laisse paraître, Fairytale est un rêve plutôt statique », lui attribuant la note de C+.

#### France
En France, le site Allociné donne une moyenne de 3,4⁄5, fondée sur 14 critiques de presse.
Pour Michaël Delavaud (Culturopoing) « Une fois l'idée de la parabole allégorique acceptée, Fairytale devient autre chose qu'une badinerie un brin provocatrice, rien de moins que la quatrième véritable pièce de sa trilogie (devenant donc tétralogie) sur le totalitarisme, tentant de décrypter avec une véritable profondeur teintée de mysticisme la mécanique autocratique, la mégalomanie des dictateurs, leur amour fou d'eux-mêmes ne pouvant finalement provoquer que la haine de l'Autre. ».
Pour Clarisse Fabre (Le Monde) « Le cinéaste et son équipe inventent une forme, créent un récit, souvent sans queue ni tête, comme dans un rêve bizarre qui tourne en rond. Ce conte morbide prolonge le motif du cinéaste, lequel s’est toujours plu à montrer les hommes de pouvoir au moment où ceux-ci, justement, ne peuvent plus grand-chose. ».
Pour Nicolas Schaller (L'Obs), « construite à partir d’images d’archives et mettant en scène de troublants avatars, doublés dans leurs langues respectives, au milieu de ruines immatérielles inspirées des gravures de Piranèse, l’expérience fascine et tourne court. Le vertige esthétique fait long feu et le film, iconoclaste et confus, radote. ».
Pour Yannick Vely (Paris Match), « Sur le plan formel, Fairytale ne ressemble à rien de connu, avec un travail hallucinant sur l’intégration d’images d’archive sur des décors qui évoquent les toiles de Bruegel et Bosch - certaines séquences sont visuellement incroyables. ». Toutefois, le propos du film à laissé « perplexe » le critique.
Pour Thomas Baurey (Première), « Dans un décor fantastique à l’allure d’un dessin mélancolique de Dürer, (...) Sokourov, obsédé par la question du totalitarisme, poursuit un travail débuté avec Moloch (1999). Ce purgatoire n’est qu’un amas de ruines où les corps se dédoublent et où l’ironie fatiguée des uns et des autres, portée par des égos encombrés d’eux-mêmes, offre le tableau pathétique du pouvoir. Intrigant. ».

### Box-office
Pour son premier jour d'exploitation en France, Fairytale a réalisé 138 entrées. En comptant pour ce premier jour les avant-premières, le film se positionne en treizième place du box-office des nouveautés pour sa journée de démarrage, derrière 99 Moons (346) et devant Neptune Frost (128).

## Distinctions

### Nominations et sélections
- Prix 2023 de l'International Cinephile Society : Nommé
- Léopard d'or 2022 du meilleur film du Festival du film de Locarno : Nommé
- Prix de l'audience 2022 du Festival du film de Gand : Nommé
- Giraldillo d'or 2022 du Festival de cinéma européen de Séville : Nommé
- Prix du meilleur film 2022 du Festival du film de Lisbonne et d'Estoril : Nommé

## Autour du film
Fairytale n'a pas été retenu pour participer au Festival de Cannes 2022.